# برونو فيانا
برونو فيانا (بالبرتغالية: Bruno Viana Willemen da Silva‏) (5 فبراير 1995 في البرازيل - ) هو لاعب كرة قدم برازيلي في مركز الدفاع. لعب مع نادي كروزيرو ونادي الحزم السعودي.

## وصلات خارجية
- برونو فيانا على موقع اتحاد تركيا (لاعب) (الإنجليزية)
- برونو فيانا على موقع قاعدة بيانات كرة القدم.إي يو (الإنجليزية)
- برونو فيانا على موقع Soccerway.com (الإنجليزية)
- برونو فيانا على موقع عالم كرة القدم.نت (الإنجليزية)